# Delomys collinus
Delomys collinus е вид бозайник от семейство Хомякови (Cricetidae).

## Разпространение
Видът е разпространен в Бразилия.